# Phyllis Hyman (альбом)
| Оценки критиков | Оценки критиков |
| Источник        | Оценка          |
| --------------- | --------------- |
| AllMusic        | [ 1 ]           |

Phyllis Hyman — дебютный студийный альбом американской соул-певицы Филлис Хаймэн, выпущенный в 1977 году на лейбле Buddah Records. Альбом занял 107-е место в чарте Billboard 200, а самым успешным синглом с альбома стал «No One Can Love You More», заняв 58-е место в чарте Hot Soul Singles.

## Список композиций
| №  | Название                   | Автор(ы)                     | Длительность |
| -- | -------------------------- | ---------------------------- | ------------ |
| 1. | «Loving You — Losing You»  | Том Белл                     | 7:41         |
| 2. | «No One Can Love You More» | Скип Скарборо                | 4:20         |
| 3. | «One Thing on My Mind»     | Иви Сэндс, Ричард Джерминаро | 5:30         |
| 4. | «I Don’t Want to Lose You» | Том Белл, Линда Крид         | 5:31         |
| 5. | «Deliver the Love»         | Онайе Аллан Гамбс, Осар Шоу  | 3:02         |

| №                   | Название                             | Автор(ы)                     | Длительность |
| ------------------- | ------------------------------------ | ---------------------------- | ------------ |
| 1.                  | «Was Yesterday Such a Long Time Ago» | Морт Гуд, Бадди Скотт        | 4:55         |
| 2.                  | «Night Bird Gets the Love»           | Мцхий Шакур, Клиффорд Картер | 4:20         |
| 3.                  | «Beautiful Man of Mine»              | Ларри Александр              | 6:20         |
| 4.                  | «Children of the World»              | Губерт Ивес III              | 2:55         |
| Общая длительность: | Общая длительность:                  | Общая длительность:          | 44:34        |

## Чарты
| Чарт (1977)                            | Высшая позиция |
| -------------------------------------- | -------------- |
| США (Billboard 200)                    | 107            |
| США (Billboard Top R&B/Hip-Hop Albums) | 49             |